# Communications unifiées
 (octobre 2014).
 (octobre 2014).
Si vous disposez d'ouvrages ou d'articles de référence ou si vous connaissez des sites web de qualité traitant du thème abordé ici, merci de compléter l'article en donnant les références utiles à sa vérifiabilité et en les liant à la section « Notes et références ».
Les communications unifiées sont un ensemble de services intégrant plusieurs moyens de communication interpersonnelle et outils collaboratifs au sein d’un environnement professionnel :
- Les moyens de communication en temps réel, tels que la téléphonie fixe et mobile, la visiophonie, et les conférences audio et vidéo.
- Les outils de travail collaboratif (comme la messagerie instantanée, la présence, les systèmes de conférence par le web, de partage et de gestion de documents…).
- L'environnement informatique, notamment les outils de bureautique, comme le client de messagerie électronique, l'agenda, le traitement de texte ou le logiciel de visionnage de présentations.

Les utilisateurs peuvent ainsi accéder aux outils de communication tout en continuant à utiliser en parallèle les outils informatiques qui leur sont nécessaires pour leur travail quotidien.

## Une interface unique pour l’accès aux services
L'utilisateur accède aux services par le biais d'une interface unique intégrée à son environnement de travail habituel. Cette interface prend par exemple la forme d'icône (informatique) au sein d'un client de messagerie, d'un portail Web accessible à partir d'un navigateur, ou d'un logiciel embarqué fournissant une interface adaptée aux terminaux mobiles. 

## Moyens d'accès aux services
L'accès aux services de communication unifiée se fait le plus souvent à partir de l'ordinateur de bureau ou d'un ordinateur portable, avec parfois une interface entre l'ordinateur et le poste téléphonique fixe.
Certaines fonctions sont accessibles depuis des terminaux mobiles avec interface radio data GPRS, UMTS, CDMA ou Wi-Fi tels que téléphone mobile, smartphone, objets connectés ou assistant personnel (PDA).

## Intégration avec les applications métier
Dans certains cas, Les services de communications unifiées peuvent être intégrés aux applications métier de l'entreprise telles que les progiciels ERP, CRM ou back-office. 

## Mise en œuvre du service
Selon le cas, les communications unifiées peuvent être proposées aux collaborateurs de l'entreprise au moyen d'un serveur dédié, détenu et exploité en interne par les équipes techniques de la société. 
Le service peut également être fourni via un serveur externe hébergé par un prestataire externe (opérateur télécom, intégrateur…). Le serveur peut être réservé à l'entreprise (offre sur mesure) ou bien mutualisé entre un très grand nombre d'entreprises (fréquent sur le segment des PME). On parle alors de mode ASP (Application Service Provider ou fournisseur d'applications en ligne) ou SaaS (Software as a Service).

## Principaux protocoles utilisés
Ces services font intervenir différents protocoles standardisés du monde de l'Internet, notamment Session Initiation Protocol (SIP), SIP Instant Messaging and Presence Leveraging Extensions (SIMPLE) ou eXtensible Messaging and Presence Protocol (XMPP). Ces protocoles sont particulièrement bien adaptés à la mise en œuvre de services multimédias.

## Principaux acteurs du marché
Il existe principalement trois types d'acteurs : certains sont concurrents, d'autres partenaires, ou encore en situation de coopétition (coopération et concurrence simultanée). On est en situation de coopétition lorsque les acteurs signent des accords de partenariat qui leur permettent de bien se compléter dans certains domaines tout en sachant que dans certains autres domaines elles peuvent être concurrentes.

### Les éditeurs de logiciels de bureautique
Ces acteurs disposent historiquement d’une forte présence dans les logiciels de bureautique (messagerie, traitement de texte, agenda). On trouve dans ce groupe IBM et Microsoft qui sont présents dans 95 % des entreprises. Ils ont développé des outils de travail collaboratif (messagerie instantanée, partage d'applications et de documents, organisation de réunions) et ont ajouté des fonctions complémentaires (téléphonie, visioconférence…) en les développant en interne, en signant différents types d'accords (interfonctionnement technique, distribution, échange de brevets…) ou les deux.

### Certains fournisseurs d'outils de gestion électronique de processus (workflow)
Des éditeurs comme Adobe Systems ou Citrix ou comme SAP AG et Oracle, interviennent dans la mise en œuvre des processus opérationnels à l'échelle de l'entreprise et souhaitent intégrer de nouveaux modules afin de les rendre « plus communicants ».

## Alliance ICA
Historiquement, toutes les sociétés jouent la carte de l'interopérabilité technique avec Microsoft,,, ou IBM, qui, à eux deux, contrôlent la quasi-totalité de l'environnement bureautique en entreprise. 
Mais certains constructeurs vont beaucoup plus loin en développant une stratégie technologique, commerciale et opérationnelle commune. C'est par exemple le cas de l'équipementier en télécommunications canadien Nortel qui a annoncé le 18 juillet 2006 la formation d’une alliance stratégique avec Microsoft baptisée Innovative communications alliance (ICA). Microsoft et Nortel sont convenus de former des équipes conjointes pour la conception (R&D), la commercialisation, l'intégration, le déploiement et le service après vente des produits touchant les solutions de téléphonie fixe, sans fil et d’entreprise. 

## Autres acteurs en aval
Autour du marché des communications unifiées interviennent de nombreux intégrateurs systèmes, installateurs de PABX IP et revendeurs ainsi que quelques opérateurs en télécommunications (comme Axians, Imakys-Osiacom, Nextira One,  OBS, Spie, TR Services...) qui commencent à déployer les solutions développées par les sociétés mentionnées ci-dessus.